# Annalisa Monfreda
Annalisa Monfreda (Bari, 15 giugno 1978) è una giornalista italiana.
Dal 2013 al 2021 ha diretto il settimanale femminile Donna Moderna.

## Biografia
Originaria di Casamassima, inizia a scrivere di cronaca locale nel 1996, durante l'ultimo anno di liceo, per l'edizione di Bari del quotidiano La Città; negli anni dell'università (si laurea in Lettere Moderne all'Università degli Studi di Bari Aldo Moro, frequentando successivamente il master in giornalismo all'Università degli Studi di Urbino "Carlo Bo") scrive di cultura e spettacoli per il Corriere del Mezzogiorno, edizione locale del Corriere della Sera.
Conclusi gli studi, si trasferisce a Milano, dove lavora come freelance per Meridiani, Donna Moderna, Kult, Top Girl, Campus. Nel 2006 viene assunta stabilmente nella redazione del magazine Geo Italia, dove realizza numerose corrispondenze dal continente africano.
Nel 2008 diventa direttrice di Topgirl; un anno dopo assume la gerenza di Geo Italia, nel 2010 quella di Cosmopolitan e nel 2013 quella di Donna Moderna, a cui si affiancheranno per periodi più o meno lunghi altre direzioni temporanee. In quanto direttrice di Donna Moderna, nel 2015 partecipa al programma Donna Moderna Live, su La5.
Nel 2021 lascia l'incarico a Donna Moderna, intraprendendo proprie iniziative editoriali.

## Opere
- Come se tu non fossi femmina, Milano, Mondadori, 2018. ISBN 9788804686668
- Ho scritto questo libro invece di divorziare. Cronache di liberazione dal carico mentale e altre conquiste, Milano, Feltrinelli, 2022. ISBN 9788807091735